# ГЕС Xīncáng
ГЕС Xīncáng (新藏水电站) — гідроелектростанція, що споруджується в центральній частині Китаю в провінції Сичуань. Знаходячись між ГЕС Gùdī (вище за течією) та ГЕС Nínglǎng, входитиме до складу каскаду на річці Shuiluo, лівій притоці Дзинші (верхня течія Янцзи). У майбутньому між станціями Xīncáng та Nínglǎng планують спорудити ще одну ГЕС Bówǎ.
У межах проєкту річку перекриють водозабірною греблею, яка спрямовуватиме ресурс до прокладеного у лівобережному гірському масиві дериваційного тунелю довжиною 19,1 км. У підсумку вода надходитиме до машинного залу, де працюватиме обладнання загальною потужністю 186 МВт, котре вироблятиме 818 млн кВт·год електроенергії на рік.
У жовтні 2018-го на будівництві завершилось прокладання найважчої ділянки дериваційного тунелю. Введення станції в експлуатацію заплановане на 2019—2020 роки.